# Étienne Chauvin
Pour les articles homonymes, voir Chauvin.
Étienne Chauvin, né le 18 avril 1640 à Nîmes et mort le 6 avril 1725 à Berlin, est un pasteur protestant français.

## Biographie
Fils du marchand Jacques Chauvin, il commença ses études au gymnase royal avant d’étudier la théologie à l’académie protestante de Nîmes
. Il avait été pasteur à Saint-Jean-de-Ceyrargues (1662-1663) et fut admis au ministère pastoral le 3 mai 1663.
Il était, depuis 1673, le pasteur de Velaux, lorsque les jésuites lancèrent une requête auprès du lieutenant de sénéchal de Marseille en signalant qu’il était interdit d’exercer leur religion où ils n’avaient jamais eu cette faculté.
À la révocation de l’édit de Nantes, il se retira à Rotterdam où il fut pendant quelques années prêcheur à l’Église wallonne. Plus tard, il pourvut à son existence en prenant dans sa maison des pensionnaires auxquels il donnait des leçons. Enfin, il parvint à améliorer sa position par des écrits qu'il publia. Regardé avec raison comme versé dans les sciences et la philosophie, il s'occupait avec succès de physique expérimentale. Il avait également étudié avec soin l’histoire de la philosophie et le cartésianisme qu'il professait. Aussi, en 1688, lorsque Pierre Bayle fut  empêché par une longue maladie de donner ses leçons de philosophie, il fut chargé de le suppléer. Son enseignement fut suffisamment apprécié pour lui permettre d'espérer lui succéder au cas qu’il ne pourrait plus remonter dans sa chaire. Au lieu de cela, l’électeur de Brandebourg, qui cherchait à attirer dans sa capitale les plus savants d’entre les protestants réfugiés, le nomma professeur de philosophie et inspecteur perpétuel du collège français, en 1695.
Établi à Berlin, ses connaissances lui acquirent bientôt une juste considération. L’Académie royale des sciences de Prusse l’admit dans son sein peu après sa fondation, et trouva en lui un de ses membres les plus actifs et les plus utiles. Il fut à Berlin le représentant du cartésianisme, et il se livra surtout à l’étude de la physique, dans l’intention de combler les lacunes que cette pensée présentait encore de ce côté.
Son œuvre principale est un laborieux Lexicon Rationale, sive Thesaurus Philosophicus (Rotterdam, 1692 ; édition nouvelle et enrichie, Leeuwarden, 1713), travail immense, dans lequel ont puisé, au moins autant que dans le dictionnaire de Bayle, les historiens de la philosophie antérieurs à Brucker et Brucker lui-même. Il écrivit aussi Theses de Cognitione Dei (1662), et commença le Nouveau Journal des Savants (1694-1698).

## Sources
- Céline Borello, Les Protestants de Provence au XVIIe siècle, t. 32 de Vie des huguenots, Paris, Honoré Champion, 2004, 548 p. (ISBN 978-2-7453-0883-2, lire en ligne), p. 199.
- Ferdinand Höfer, Nouvelle Biographie générale : depuis les temps les plus reculés jusqu’à nos jours : avec les renseignements bibliographiques et l’indication des sources à consulter, t. 10 Charpentier-Cochran, Paris, Didot, 1855 (lire en ligne), p. 155.
- Michel Nicolas, Histoire littéraire de Nimes, et des localités voisines qui forment actuellement le département du Gard, Histoire littéraire de Nimes, et des localités voisines qui forment actuellement le département du Gard, t. 2, Nîmes, Ballivet et Fabre, 1854, 430 p. (lire en ligne), p. 11.